# Skällsjön, Jämtland
Skällsjön är en sjö i Bräcke kommun i Jämtland och ingår i Ljungans huvudavrinningsområde. Sjön är 3 meter djup, har en yta på 0,617 kvadratkilometer och befinner sig 276,1 meter över havet. Sjön avvattnas av vattendraget Ljungån.

## Delavrinningsområde
Skällsjön ingår i det delavrinningsområde (699001-151654) som SMHI kallar för Utloppet av Skällsjön. Medelhöjden är 284 meter över havet och ytan är 2,34 kvadratkilometer. Räknas de 25 avrinningsområdena uppströms in blir den ackumulerade arean 179,62 kvadratkilometer. Ljungån som avvattnar avrinningsområdet har biflödesordning 3, vilket innebär att vattnet flödar genom totalt 3 vattendrag innan det når havet efter 151 kilometer. Avrinningsområdet består mestadels av skog (62 procent). Avrinningsområdet har 0,6 kvadratkilometer vattenytor vilket ger det en sjöprocent på 26 procent.